# Panhead
Panhead (traducido "Cabeza de sartén") fue un motor OHV de dos cilindros V-Twin de motocicletas de la marca Harley-Davidson.

## Historia

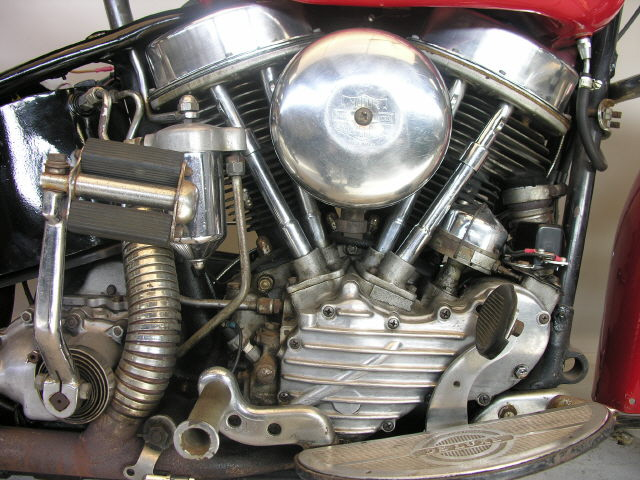
Motor Harley-Davidson Panhead

Fue producido desde 1948 hasta 1965, año en el cual fue reemplazado por el motor Shovelhead. Antes del motor Panhead, se fabricaba el motor Knucklehead, que fue reemplazado en las líneas de producción debido a que el Panhead era un motor perfeccionado y simplificado, el cual requería menos ajustes periódicos.
El apodo de este motor se debe a que las cubiertas del motor se asemejan a dos sarténes boca abajo. Esta característica permite a los entusiastas de motocicletas identificar el motor simplemente mirando las cubiertas.
La chopper "Capitán América"  usada por Peter Fonda en la película Easy Rider (1969) monta un motor panhead, al igual que la "Billy Bike" conducida por el personaje interpretado por Dennis Hopper.
Actualmente, algunas empresas en el sector de los motores de motocicletas, ajenas a Harley-Davidson fabrican  motores al estilo Panhead, modificados para incrementar el rendimiento y fiabilidad, sin modificar la característica estructura del motor original.